# Битва за Москву (киноэпопея)
«Битва за Москву́» (чеш. Boj o Moskvu; нем. Schlacht um Moskau; вьет. Cuộc chiến ở Moskva) — киноэпопея Юрия Озерова, посвящённая начальному периоду Великой Отечественной войны (событиям 1941 года). Состоит из двух широкоформатных фильмов, снятых совместно кинематографистами СССР и Чехословакии, при участии ГДР и Вьетнама.
При создании сценария были использованы документальные материалы и мемуары Георгия Жукова «Воспоминания и размышления».
Фильмы эпопеи воспроизводят крупные сражения Великой Отечественной войны — первое героическое сопротивление Красной армии в Брестской крепости и первое крупное поражение Гитлера — разгром немецких войск под Москвой.

## Сюжет

### Фильм первый («Агрессия»)
В фильме изображены события, происходившие в Европе, Азии и на территории СССР накануне и в начале Великой Отечественной войны. Германия готовится к нападению на Советский Союз, о чём в Москву докладывает ряд советских разведчиков. Отказавшись выполнять приказ Центра о возвращении в Москву, советский разведчик Рихард Зорге продолжает работу в Японии и сообщает о реальной дате нападения Германии на СССР. Однако Сталин не доверяет всем этим сообщениям, что приводит к роковому просчёту и огромным поражениям и потерям. Становится очевидна правота начальника Генерального штаба РККА Георгия Жукова, который предупреждал о просчётах в подготовке к войне. Даётся обширная картина масштабных сражений начала войны (бои в Бресте, танковое сражение под Дубно, оборона Могилёва, Смоленское сражение).
Изложена история Зои Космодемьянской. Как сказано в фильме, И. Сталин дал приказ не брать живыми дивизию, которая казнила Зою.
Описанные сражения:
- Оборона Брестской крепости
- танковое сражение под Дубно
- оборона Могилёва
- Смоленское сражение
- Оборона Киева

### Фильм второй («Тайфун»)
Фильм охватывает события от момента начала разработки германским командованием операции по захвату Москвы, до основных сражений битвы за Москву. Рихард Зорге вновь сообщает правильную информацию о том, что Япония до конца 1941 года, и в начале 1942 года — не начнёт боевых действий против СССР, что избавляет страну от изнурительной войны на два фронта. Для Зорге передача этой информации оказывается роковой — передатчик пеленгует японская контрразведка, после чего его арестовывают и приговаривают к смертной казни. Но в Москве к этому донесению уже прислушались. Сталин без особого риска снимает с восточных границ страны 26 кадровых, хорошо обученных дальневосточных дивизий и перебрасывает их на Западный фронт, под Москву, чем предотвращает её захват Вермахтом. Героизм рядовых советских граждан, как военных, так и ополченцев, позволяют отбросить германские войска от окраин Москвы. Показаны масштабные кадры оборонительных сражений (в том числе подвиги подольских курсантов и 28-ми панфиловцев) и контрнаступления советских войск. Также показаны историческое торжественное заседание, посвящённое 24-й годовщине Октябрьской революции, проходившее 6 ноября на «Маяковской», и исторический парад на Красной площади 7 ноября 1941 года.
В финале фильма продемонстрирована Москва во времена начала Перестройки — середины 1980-х годов.

## В ролях
| Актёр                      | Роль |
| -------------------------- | --- |
| Юозас Будрайтис            | Рихард Зорге |
| Ахим Петри                 | Адольф Гитлер |
| Игорь Класс                | подполковник Рюдерер |
| Эммануил Виторган          | комиссар Брестской крепости Фомин                                                                                             |
| Николай Засухин            | Молотов |
| Вячеслав Езепов            | секретарь Московского горкома Щербаков                                                                                        |
| Леонид Кулагин             | начштаба Юго-Западного фронта Пуркаев                                                                                         |
| Степан Микоян              | Анастас Микоян |
| Евгений Новиков            | Шверник |
| Лев Прыгунов               | генерал-майор Доватор |
| Геннадий Сайфулин          | генерал-майор Лелюшенко |
| Михаил Ульянов             | Жуков |
| Яков Трипольский           | Сталин |
| Владимир Трошин            | Ворошилов |
| Александр Филиппенко       | командующий Западным фронтом генерал армии Павлов                                                                             |
| Бруно Фрейндлих            | маршал Шапошников |
| Юрий Яковлев               | комкор Петровский |
| Владимир Ткаченко          | генерал-лейтенант Голиков начальник разведуправления                                                                          |
| Ирина Шмелёва              | Космодемьянская |
| Ирина Губанова             | Любовь Тимофеевна, мать Зои Космодемьянской                                                                                   |
| Константин Степанков       | генерал-майор Панфилов |
| Геннадий Фролов            | полковник Орленко |
| Николай Иванов             | полковник Полосухин |
| Виктор Зозулин             | генерал-майор Катуков |
| Василий Корзун             | Рябышев |
| Анатолий Никитин           | Калинин |
| Александр Голобородько     | Рокоссовский |
| Николай Крючков            | старик в Вязьме |
| Олег Штефанко              | старший лейтенант Мамчич |
| Леонид Евтифьев            | генерал Соколовский |
| Ростислав Янковский        | начальник Подольского пехотного училища генерал-майор Смирнов                                                                 |
| Андрей Мартынов            | командир москвичей-ополченцев                                                                                                 |
| Дмитрий Орловский          | командир-ополченец (также озвучивает роль директора музея "Бородинская битва")                                                |
| Виктор Шульгин             | Павлов-отец |
| Леонид Белозорович         | Павлов-сын |
| Владимир Ферапонтов        | начальник Военно-политического училища (также озвучивает роли Мерецкова и Шахурина)                                           |
| Александр Воеводин         | политрук Клочков |
| Пётр Глебов                | Буденный |
| Николай Волков мл.         | командующий Юго-Западным фронтом генерал-полковник Кирпонос                                                                   |
| Валерий Карен              | начальник оперативного отдела штаба Юго-Западного фронта полковник Баграмян (озв. А. Джигарханян)                             |
| Александр Мартынов         | командующий авиацией Западного фронта генерал-майор Копец                                                                     |
| Борис Щербаков             | генерал Романов |
| Валерий Юрченко            | комиссар 8-го мехкорпуса бригадный комиссар Попель                                                                            |
| Виталий Росстальной        | маршал Тимошенко |
| Ромуалдс Анцанс            | майор Гаврилов |
| Владимир Кузнецов          | член военного совета Юго-Западного фронта корпусной комиссар Вашугин                                                          |
| Юрий Кузьменко             | танкист Коровкин |
| Александр Панкратов-Чёрный | капитан Кияшко порученец Петровского                                                                                          |
| Владимир Широков           | Георгий Гусев |
| Борис Гусаков              | Устинов |
| Юрий Гусев                 | начштаба Западного фронта генерал-лейтенант Климовских                                                                        |
| Владимир Земляникин        | офицер 8-го мехкорпуса |
| Игорь Кашинцев             | секретарь Сталина Поскрёбышев                                                                                                 |
| Вадим Ледогоров            | защитник Брестской крепости                                                                                                   |
| Микк Микивер               | Конев |
| Олег Фёдоров               | нарком |
| Валерий Баринов            | Николай Александрович |
| Вячеслав Гуренков          | пытающийся сбежать работник горисполкома                                                                                      |
| Даниил Нетребин            | |
| Сергей Белошников          | |
| Инна Выходцева             | |
| Эрвин Кнаусмюллер          | немецкий генерал в Ясной Поляне                                                                                               |
| Хайнц Беренс               | Шелиа |
| Герд-Михаэль Хеннеберг     | фельдмаршал Кейтель |
| Йорг Келер                 | фельдмаршал фон Браухич |
| Эрнст Хайзе                | фельдмаршал фон Бок |
| Александер Викарский       | фельдмаршал фон Рундштедт |
| Иоахим Томашевский         | фельдмаршал фон Клюге |
| Франц Фиман                | 1-й фильм - генерал Йодль / немецкий полковник в Брестской крепости (озвучивает Владимир Балашов), 2-й фильм — генерал Гёпнер |
| Эрик Фельдре               | генерал Гудериан |
| Михаэль Кристиан           | Скорцени |
| Генрих Буттхерайт          | генерал Кессельринг |
| Эрих Тиде                  | рейхсфюрер Гиммлер |
| Хорст Гилль                | Гюнше, адъютант Гитлера |
| Йозеф Барта                | фон Шуленбург, посол Германии в СССР (нет в титрах)                                                                           |
| Яна Друзь                  | жена защитника Брестской крепости                                                                                             |
| Клавдия Козлёнкова         | женщина в толпе, возмущающаяся бегством чиновника                                                                             |
| Виктор Глущенко            | генерал-майор, подчинённый Рокоссовского                                                                                      |
| Иван Агафонов              | комбриг (нет в титрах) |
| Владимир Балашов           | озвучивает роли германского посла Шуленбурга и немецкого полковника в Брестской крепости                                      |
| Роман Хомятов              | озвучивает роль генерала Телегина                                                                                             |
| Вячеслав Тихонов           | текст от автора |
| Артём Карапетян            | текст от автора |

## Исторические несоответствия
- Сцена разговора полкового комиссара Фомина и майора Гаврилова накануне войны, когда Фомин сообщает Гаврилову, что на него получен материал и его дело будет вынесено на рассмотрение дивизионной парткомиссии, входит в противоречие с реальным служебным положением обоих героев. Фомин занимал должность заместителя командира 84-го полка 6-й стрелковой дивизии, а Гаврилов — должность командира 44-го полка 42-й стрелковой дивизии. Таким образом, даже будучи старше Гаврилова по званию на две ступени, Фомин в мирное время не имел над ним никаких административно-командных полномочий и тем более — не имел права выносить вопрос на разбирательство в партийную комиссию другой дивизии (это является превышением власти). Однако во время обороны крепости, учитывая отсутствие возможности получать указания от своего непосредственного командования (в аналогичной ситуации оказался и Гаврилов), Фомин принял общее командование обороной именно как старший по званию, в полном соответствии с уставом.

- Сцена разговора маршала Ворошилова и комкора Петровского, когда последний сообщает, что не был переаттестован в генералы по причине ареста, также частично расходится с реальностью. Петровского в 1938 году по ложному доносу только уволили из армии и он попал под следствие, но арестован не был. Тем не менее, массовую переаттестацию на генеральские звания он действительно пропустил, так как восстановлен в армии он был только в ноябре 1940 года, в том же звании (комкор), в котором был уволен. Одновременно имеется хронологическое несоответствие в части назначения Петровского командиром 63-го корпуса: об этом ему в штабе Западного фронта сообщает Ворошилов, однако Петровский командовал этим корпусом с самого момента восстановления в армии в 1940 году.

## Создатели фильма
- Автор сценария и режиссёр: Юрий Озеров
- Операторы: Игорь Черных, Владимир Гусев
- Композитор: Александра Пахмутова. Песню «Передний край» на стихи Николая Добронравова исполняет Муслим Магомаев. Также в фильме прозвучала песня «Ты моя надежда, ты моя отрада» в исполнении Льва Лещенко.
- Художники: Татьяна Лапшина, Александр Мягков

## Награды
- Юрию Озерову — Главный приз оргкомитета 19-го Всесоюзного кинофестиваля в Алма-Ате (1986 год)[7].
- Юрию Озерову — Золотая медаль им. Довженко (1986 год)[7].

## Съёмки
- Во Вьетнаме при помощи кинематографистов студии «ФАФИМ Вьетнам»[2] для киноэпопеи были отсняты несколько сцен, воссоздающих обстановку японской столицы начала 1940-х годов и эпизоды работы советского разведчика Рихарда Зорге в Токио.
- Некоторые батальные эпизоды из «Битвы за Москву» были впоследствии включены в следующую киноэпопею «Сталинград».
- Материалы фильма позже в перемонтированном виде были использованы Озеровым в телесериале «Трагедия века» (1993) и в кинофильме-дайджесте «Великий полководец Георгий Жуков» (вошли кадры с участием Михаила Ульянова).
- Вся немецкая бронетехника, за неимением сохранившихся оригиналов, была собрана на базе советских послевоенных машин.
- Советскую бронетехнику составили макеты танков БТ, собранные также на шасси Т-34-85.